# Richard Claverhouse Jebb
 (septembre 2024).
Si vous disposez d'ouvrages ou d'articles de référence ou si vous connaissez des sites web de qualité traitant du thème abordé ici, merci de compléter l'article en donnant les références utiles à sa vérifiabilité et en les liant à la section « Notes et références ».
Pour les articles homonymes, voir Jebb.
Richard Claverhouse Jebb, né le 27 août 1841 à Dundee et mort le 9 décembre 1905, est un écrivain et homme politique britannique d'origine écossaise.

## Biographie
Spécialiste de la Grèce antique, Jebb édite et traduit en anglais Sophocle, Homère et Bacchylide, entre autres. Il est professeur de grec à l'université de Glasgow de 1875 à 1889, puis à l'université de Cambridge jusqu'à sa mort.
Il est élu député pour la circonscription de Cambridge University en 1891, et conserve son siège à la Chambre des communes jusqu'à sa mort. Il est élu à la British Academy en 1902 et décoré de l'Ordre du Mérite en 1905.